# Montinia
Montinia é um género botânico pertencente à família Montiniaceae.
1. ↑  «Montinia — World Flora Online». www.worldfloraonline.org. Consultado em 19 de agosto de 2020